# Satué
Satué ist ein spanischer Ort in der Provinz Huesca der Autonomen Gemeinschaft Aragonien. Satué, im Pyrenäenvorland liegend, gehört zur Gemeinde Sabiñánigo. Der Ort hatte im Jahr 2015 neun Einwohner.

## Geographie
Der Ort liegt etwa sechs Straßenkilometer nordöstlich von Sabiñánigo.

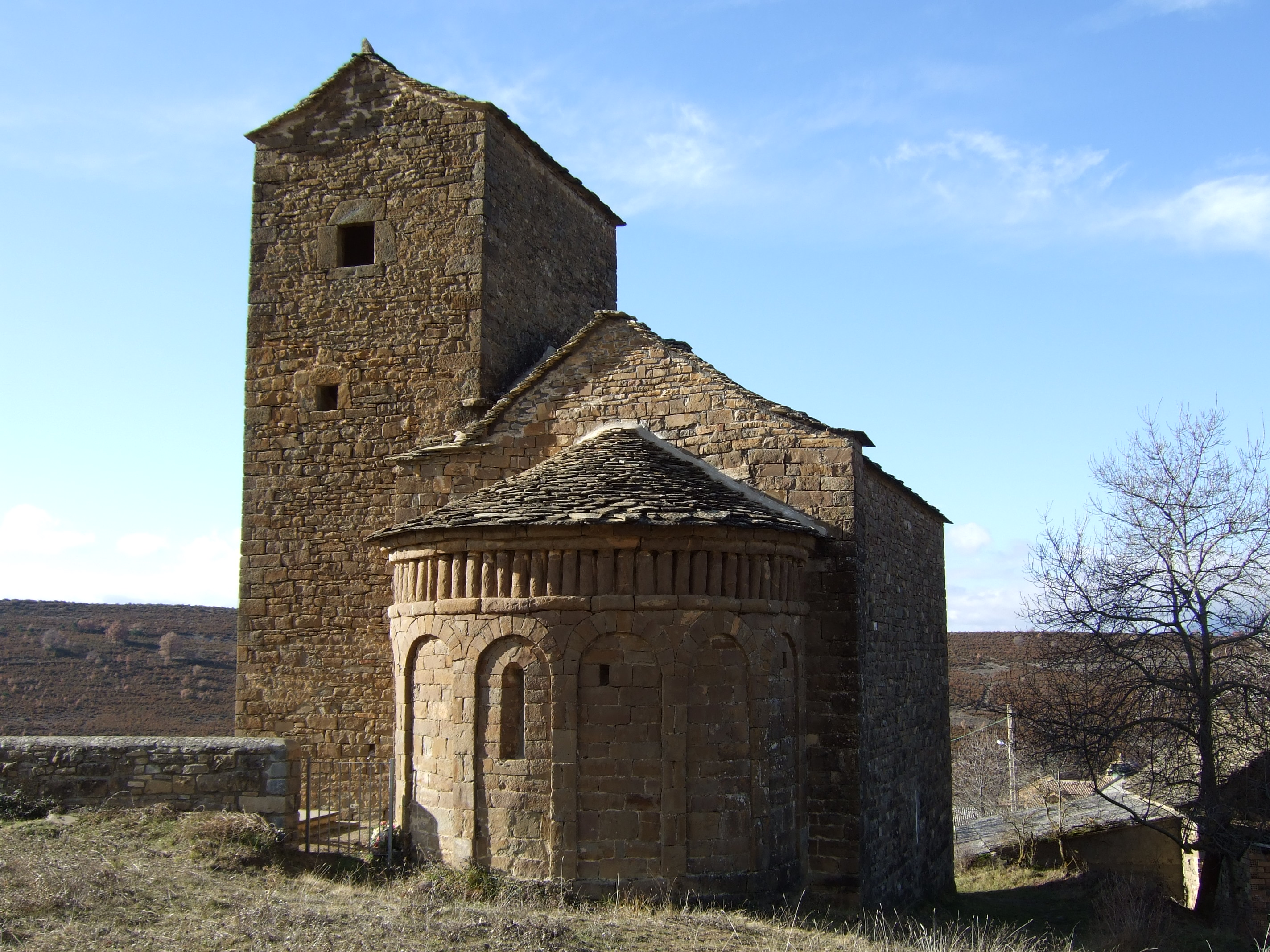
Kirche San Andrés

## Sehenswürdigkeiten
- Romanische Pfarrkirche San Andrés aus dem 11. Jahrhundert.[1] Die Kirche ist seit 1982 ein geschütztes Baudenkmal (Bien de Interés Cultural).[2]